# Lucio Fulci
Lucio Fulci (ur. 17 czerwca 1927 w Rzymie, zm. 13 marca 1996 tamże) – włoski reżyser, scenarzysta, aktor i producent filmowy.

## Życiorys
Po niepowodzeniu na studiach medycznych, rozpoczął karierę w świecie filmu jako krytyk i scenarzysta. Zachęcony perspektywą zarobku, postanowił spróbować swych sił jako reżyser, debiutując komedią Złodzieje (I landri) w roku 1959. Z początku tworzył głównie komedie, musicale i westerny. W roku 1968 zrealizował swój pierwszy dreszczowiec, Una sull'altra, zaliczany w poczet nurtu giallo. Kolejnym znaczącym dziełem reżysera była Beatrice Cenci – film w znaczący sposób ukazujący niechęć do organów kościoła katolickiego. Produkcja nie została pozytywnie przyjęta, przez co kariera Fulciego w przemyśle filmowym została zagrożona. Fulci wkroczył do świata horroru w roku 1977, kręcąc Siedem czarnych nut (Sette note in nero), lecz prawdziwy rozgłos przyniósł mu dopiero film Zombie – pożeracze mięsa (Zombi 2), będący włoską ripostą na Świt żywych trupów George’a Romera. Późniejsze jego filmy to głównie horrory gore; najpopularniejsze z nich to Miasto żywej śmierci (Paura nella città dei morti viventi), Dom przy cmentarzu (Quella villa accanto al cimitero) i Dziecko Manhattanu (Manhattan Baby). Produkcje te cechują się duszną, nieco senną atmosferą i dużą ilością krwawych scen. Za najlepszy film Fulciego zwykle uważa się Siedem bram piekieł (E tu vivrai nel terrore: L’aldilà), traktujący o hotelu będącym kluczem do bram Piekła. W znacznej części swoich filmów Fulci wystąpił osobiście, grając małe epizody.
Reżyser zmarł na białaczkę w roku 1996, zapomniawszy przed snem o podaniu sobie zastrzyku z insuliny. Potocznie nazywany jest „ojcem chrzestnym kina gore”.
Twórczość Fulciego spotkała się z falą niechęci krytyków głównego nurtu ze względu na sporą dawkę przemocy i krwawe sceny, takie jak przebijanie lub wydłubywanie gałek ocznych (Zombie – pożeracze mięsa, Siedem bram piekieł), pożeranie ludzi przez zombie (Miasto żywej śmierci) czy rozpuszczanie twarzy w kwasie (Siedem bram piekieł). Według zamysłu samego reżysera, miały one szokować, by wywołać u widza rodzaj katharsis. Powszechnie krytykowano również niespójność niektórych elementów jego filmów, nie rozumiejąc prób przeniesienia na taśmę filmową atmosfery sennego koszmaru. Przez fanów został nieoficjalnie ochrzczony „poetą gore” i zaliczany jest do najwybitniejszych twórców kina grozy.
Wiele filmów Fulciego zostało w Europie zakazanych bądź mocno ocenzurowanych, w niektórych krajach pełne wersje jego filmów nadal są niedostępne. Kilka z nich wpisano na listę video nasties. Gdy w latach 80. British Board of Film Classification otrzymała kopię Nowojorskiego rozpruwacza do oceny, po obejrzeniu filmu nie tylko odmówiła wystawienia mu certyfikatu zezwalającego na wyświetlanie filmu w Wielkiej Brytanii, ale także nakazała usunąć z kraju wszystkie jego kopie.

## Filmografia

### Reżyseria
- 1959: Złodzieje (I ladri)
- 1966: Czas masakry (Tempo di massacro)
- 1972: Lubieżnik (All’onorevole piacciono le donne)
- 1972: Nie torturuj kaczuszki (Non si sevizia un paperino)
- 1973: Biały Kieł (Zanna Bianca)
- 1974: Powrót Białego Kła (Il ritorno di Zanna Bianca)
- 1975: Czterech jeźdźców apokalipsy (I quattro dell’apocalisse)
- 1977: Siedem czarnych nut (Sette note in nero)
- 1978: Umierający w butach (Sella d’argento)
- 1979: Zombie – pożeracze mięsa (Zombi 2)
- 1980: Kontrabanda (Luca il contrabbandiere)
- 1980: Miasto żywej śmierci (Paura nella città dei morti viventi)
- 1981: Siedem bram piekieł (E tu vivrai nel terrore: L’aldilà)
- 1981: Czarny kot (Il gatto nero)
- 1981: Dom przy cmentarzu (Quella villa accanto al cimitero)
- 1982: Dziecko Manhattanu (Manhattan Baby)
- 1982: Nowojorski rozpruwacz (Lo squartatore di New York)
- 1983: Podbój (La conquista)
- 1984: Wojownicy roku 2072 (I guerrieri dell’anno 2072)
- 1986: Niebezpieczna obsesja (Il miele del diavolo)
- 1987: Ænigma
- 1988: Duchy z Sodomy (Il fantasma di Sodoma)
- 1988: Zombie – pożeracze mięsa 2 (Zombi 3)
- 1988: Dotyk śmierci (Quando Alice ruppe lo specchio)
- 1989: Dom zegarów (La casa nel tempo)
- 1989: Słodki dom horroru (La dolce casa degli orrori)
- 1990: Kot w mózgu (Un gatto nel cervello)
- 1990: Demonia
- 1991: Głosy z zaświatów (Voci dal profondo)
- 1991: Le porte del silenzio

### Scenariusz
- 1954: Amerykanin w Rzymie (Un americano a Roma)
- 1954: Dzień z życia sędziego (Un giorno in pretura)
- 1955: Przygody Casanovy (Le avventure di Giacomo Casanova)
- 1959: Złodzieje (I ladri)
- 1972: Lubieżnik (All’onorevole piacciono le donne)
- 1972: Nie torturuj kaczuszki (Non si sevizia un paperino)
- 1973: Biały Kieł (Zanna Bianca)
- 1974: Powrót Białego Kła (Il ritorno di Zanna Bianca)
- 1975: Czterech jeźdźców apokalipsy (I quattro dell’apocalisse)
- 1977: Siedem czarnych nut (Sette note in nero)
- 1978: Umierający w butach (Sella d’argento)
- 1979: Zombie – pożeracze mięsa (Zombi 2)
- 1980: Kontrabanda (Luca il contrabbandiere)
- 1980: Miasto żywej śmierci (Paura nella città dei morti viventi)
- 1981: Siedem bram piekieł (E tu vivrai nel terrore: L’aldilà)
- 1981: Czarny kot) (Il gatto nero)
- 1981: Dom przy cmentarzu (Quella villa accanto al cimitero)
- 1982: Dziecko Manhattanu (Manhattan Baby)
- 1982: Nowojorski rozpruwacz (Lo squartatore di New York)
- 1983: Podbój (La conquista)
- 1984: Wojownicy roku 2072 (I guerrieri dell’anno 2072)
- 1986: Niebezpieczna obsesja (Il miele del diavolo)
- 1987: Ænigma
- 1988: Duchy z Sodomy (Il fantasma di Sodoma)
- 1988: Zombie – pożeracze mięsa 2 (Zombi 3)
- 1988: Dotyk śmierci (Quando Alice ruppe lo specchio)
- 1989: Dom zegarów (La casa nel tempo)
- 1989: Słodki dom horroru (La dolce casa degli orrori)
- 1990: Kot w mózgu (Un gatto nel cervello)
- 1990: Demonia
- 1991: Głosy z zaświatów (Voci dal profondo)
- 1991: Le porte del silenzio